# Fornes (Granada)
Fornes ist eine Gemeinde in der Provinz Granada im Südosten Spaniens mit 531 Einwohnern (Stand: 2024). Die Gemeinde liegt in der Comarca Alhama.

## Geografie
In der Nähe liegen die Dörfer Jayena, Arenas del Rey und Agrón.

## Geschichte
Fornes ist eine Gemeinde, seit der Regierungsrat der Junta de Andalucía am 2. Oktober 2018 die Abspaltung von Arenas del Rey genehmigt hat.